# KONAMI STATION
『KONAMI STATION』(コナミステーション)は、2008年8月27日に開始したコナミデジタルエンタテインメント（以下「コナミ」）の子会社であるインターネットレボリューションが運営するサイト『i-revo』内にあるインターネットラジオ局である。
2009年3月31日に番組の配信を終了、2009年4月30日にサービス自体を終了した。
配信番組は『幻想水滸伝』、『ときめきメモリアル』、『クイズマジックアカデミー』などコナミのゲームがインターネットラジオ化したものが多く、パーソナリティもゲームに出演していた声優が務めた。一部の番組は文化放送でも放送された。

## 配信番組一覧
括弧内はパーソナリティ。
- 藤田咲の音がナル箱庭 WEB （藤田咲）
- 小林ゆうの小林文明 拡大版 （小林ゆう）
- 12人の優しい殺し屋 side R （杉田智和）
- ラジオ幻想水滸伝 集まれ!108星! （鈴村健一、子安武人、中村悠一、小西克幸、小田久史、日野聡、竹間千ノ美、福山潤、水島大宙、四反田マイケル、布施雅英）
- ときメモ!ラジオ ゆめぎの高校放送室 （阿澄佳奈、荻原秀樹）
- 悠幻の学び舎Radio いもうと学園!おにいちゃん時間だよっ! （たかはし智秋）
- 悪魔城ドラキュラ ラジオクロニクル （三木眞一郎）
- Radio QMA!! クイズマジックアカデミー （浅野真澄、広橋涼）
- ときめきメモリアル Girl's Station （緑川光、森田成一）